# Marian Ponanta

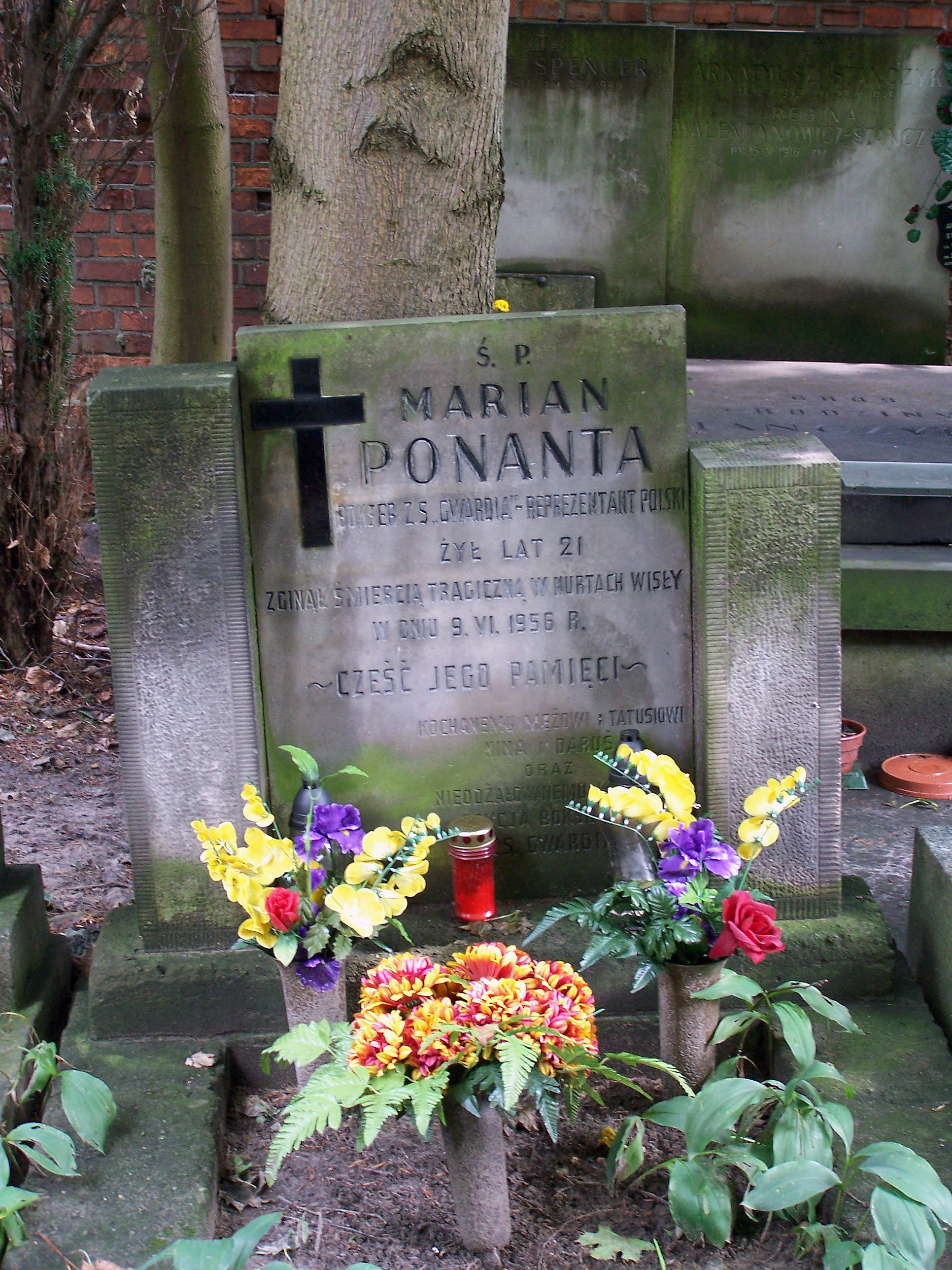
Grób Mariana Ponanty na Starych Powązkach

Marian Ponanta (ur. 1935, zm. 9 czerwca 1956 w Warszawie) – polski bokser.

## Życiorys
Walczył w kategorii lekkopółśredniej i półśredniej, był zawodnikiem klubów Batorego Chorzów, Gwardii Słupsk i Gwardii Warszawa. Uczestniczył w mistrzostwach Europy w Berlinie Zachodnim 1955 roku, przegrywając swój ćwierćfinałowy pojedynek w wadze półśredniej. Wystąpił 4 razy w reprezentacji Polski, odnosząc 3 zwycięstwa przy 1 przegranej w latach 1953–1954.
Poniósł śmierć 9 czerwca 1956 w nurcie Wisły w Warszawie (kwatera 216-4/3-22). Został pochowany na cmentarzu Powązkowskim w Warszawie. Był żonaty z Niną, miał syna Dariusza.